# DNA (informática)
DNA (Digital Network Architecture) es una arquitectura de red digital, creada por Digital Equipment Corporation (DEC).
Consta de siete capas, semejantes a las de Modelo OSI y que tienen una correspondencia directa con los siete niveles de OSI.
- Capa 7: Usuario
- Capa 6: Gestión de red
- Capa 5: Sesión y control de red
- Capa 4: Extremos de comunicaciones
- Capa 3: Encaminamiento
- Capa 2: Enlace
- Capa 1: Física